# Jeralyn Tan
Jeralyn Tan (1 de febrero de 1989) es una deportista singapurense que compite en bochas adaptadas. Ganó una medalla de plata en los Juegos Paralímpicos de París 2024, en la prueba de Individual femenina (clase BC1).

## Palmarés internacional
| Juegos Paralímpicos | Juegos Paralímpicos | Juegos Paralímpicos | Juegos Paralímpicos     |
| Año                 | Lugar               | Medalla             | Prueba                  |
| ------------------- | ------------------- | ------------------- | ----------------------- |
| 2024                | París (Francia)     | Medalla de plata    | Individual BC1 femenino |